# The Very Best Of (Divlje jagode)
The Very Best Of kompilacijski je album bosanskohercegovačkog heavy metal i hard rock sastava Divlje jagode, koji izlazi 2004., a objavljuje ga diskografska kuća Croatia Records.